# Acanthoscurria guaxupe
Acanthoscurria guaxupe är en spindelart som beskrevs av Salvador de Toledo Piza Júnior 1972. Acanthoscurria guaxupe ingår i släktet Acanthoscurria och familjen fågelspindlar. Inga underarter finns listade i Catalogue of Life.